# Йозеф Милослав Гурбан
Йозеф Милослав Гурбан (словац. Jozef Miloslav Hurban; 19 березня 1817, Беков — 21 лютого 1888) — словацький письменник, критик, публіцист та лютеранський священик, один з керівників словацького національного руху.

## Життєпис

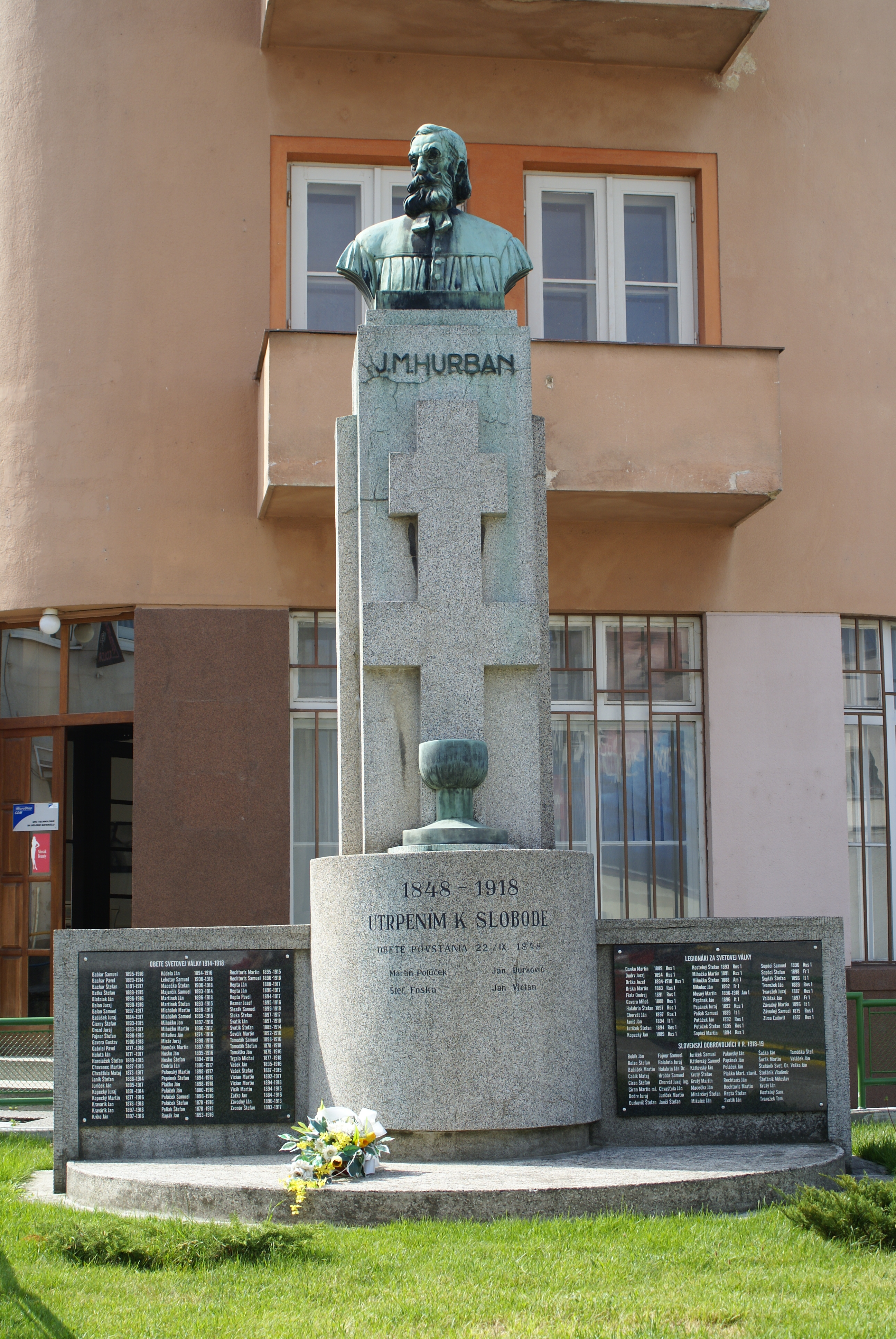
Погруддя Гурбана у місті Брезова-під-Брадлом.

Народився в родині лютеранського священика. У 1830—1840 роках Гурбан вивчав теологію в євангелічному ліцеї Братислави, де познайомився з Людовитом Штуром. Після закінчення отримав титул доктора богослов'я (ThDr.) та став священиком у місті Брезова-під-Брадлом.
1844 року, разом з Людовитом Штуром та Михалом Годжею, створив культурно-просвітнє товариство «Татрін» («Tatrin»), яке виступало проти мадяризації Словаччини, за утвердження словацької літературної мови. У 1846 році заснував суспільно літературний журнал Slovenskje pohladi.
Гурбан був один з керівників словацького повстання 1848 року, за що піддавався переслідуванням влади. Йозеф Милослав Гурбан є автором «Меморандуму словацького народу» та засновником Матиці словацької.
Видавав альманах «Нітра» у 1842—1877 роки. Відігравав значну роль у літературному житті країни в 1840-х роках.
Батько словацького поета Світозара Гурбана-Ваянського.